# Mortierella minutissima
Mortierella minutissima är en svampart. Mortierella minutissima ingår i släktet Mortierella och familjen Mortierellaceae.

## Underarter
Arten delas in i följande underarter:
- dubia
- minutissima